# Raw Greatest Hits: The Music
Raw Greatest Hits: The Music è una compilation pubblicata dalla WWE il 18 dicembre 2007.

## Tracklist
| Traccia | Canzone                       | Wrestler                                 | Durata |
| ------- | ----------------------------- | ---------------------------------------- | ------ |
| 1       | "The Time Is Now"             | John Cena                                | 2:59   |
| 2       | "I Won't Do What You Tell Me" | Steve Austin                             | 3:03   |
| 3       | "If You Smell"                | The Rock                                 | 2:55   |
| 4       | "The Game"                    | Triple H                                 | 3:29   |
| 5       | "Sexy Boy"                    | Shawn Michaels                           | 3:21   |
| 6       | "Rest in Peace"               | The Undertaker                           | 3:15   |
| 7       | "No Chance in Hell"           | Vince McMahon                            | 2:00   |
| 8       | "I Walk Alone"                | Batista                                  | 4:08   |
| 9       | "Line in the Sand"            | Evolution                                | 3:40   |
| 10      | "Break the Walls Down"        | Chris Jericho                            | 2:02   |
| 11      | "Wreck"                       | Mick Foley                               | 3:02   |
| 12      | "Time to Rock & Roll"         | Trish Stratus                            | 3:12   |
| 13      | "(619)"                       | Rey Mysterio                             | 2:51   |
| 14      | "Slow Chemical"               | Kane                                     | 3:41   |
| 15      | "Break It Down"               | D-Generation X                           | 2:15   |
| 16      | "Paparazzi"                   | Melina                                   | 3:07   |
| 17      | "Turn Up the Trouble"         | Mr. Kennedy                              | 3:33   |
| 18      | "Here Comes the Money"        | Shane McMahon (Wal-Mart exclusive track) | 2:51   |
| 19      | "Burn in My Light"            | Randy Orton (Wal-Mart exclusive track)   | 3:56   |